# OpenMAPI
OpenMAPI ist ein Open-Source-Projekt, das im Jahre 2008 von verschiedenen Firmen mit Komponenten aus dem Groupware-Bereich gegründet wurde. Zu den Firmen gehörten Topalis, VIPcom, Wilken und Zarafa.
Ein wesentliches Ziel des Projektes ist die Schaffung alternativer (Programmier-)Schnittstellen auf der Basis der MAPI-Schnittstelle. Die Original-MAPI basierte auf der proprietären Microsoft COM-Technologie. Das OpenMAPI-Projekt erweitert diese Windows-Schnittstelle um weitere Programmiersprachen und Plattformen.

Momentan existieren Bindings für folgende Programmiersprachen: C++, C, C#, Java, Perl, PHP, Python.
Das Unternehmen Wilken hat auf der Basis der sogenannten JMAPI eine java-basierte Webschnittstelle für den OpenMAPI-Referenz-Store von VIPcom namens con:nect entwickelt. Topalis stellt einen MAPI-Wrapper für C# und einen MAPI-basierten IMAP-Server zur Verfügung. Zarafa liefert einen skalierbaren MAPI-Store auf MySQL-Basis, eine PHP/Python/Perl-Schnittstelle und eine Ajax-basierte Web-GUI.
Der MAPI-Wrapper Styx ermöglicht es, beliebige MAPI-Implementierungen (Windows [DLL] und Linux [.so]) anzusprechen. Damit ist es dann möglich, über C++, C, C# oder Java auf Microsoft Exchange zuzugreifen.
OpenMAPI unterstützt verschiedene Clients und Endgeräte:
- Microsoft Outlook
- WebGUI (Wilken, Zarafa)
- Blackberry (VIPcom, Zarafa)
- Windows Mobile/Phone (Topalis, Zarafa)
- iPhone (Topalis, Zarafa)
- Android (Zarafa)
- CommandLine (Topalis)

Das OpenMAPI Projekt arbeitet an einer Virtualisierungsschicht für MAPI namens VMAPI. Damit wird es möglich, eine beliebige Datenquelle als virtuellen MAPI-Store nutzbar zu machen. Es entsteht dadurch quasi ein virtueller Exchange-Server. Weitere Anwendungsbereiche für VMAPI ist die Möglichkeit einer transparenten Migration zwischen Microsoft Exchange und anderen MAPI-basierten Groupware-Systemen, das Loadbalancing zwischen MAPI-Stores oder eine transparente Archivierung von Nachrichten, Kalender-Einträgen und Kontakten.
Das OpenMAPI-Projekt arbeitet außerdem an der Standardisierung von MAPI-Protokollen und der Darstellung von MAPI-Objekten in XML.
Die Integration der OpenMAPI-Initiative in den Open Source Stack der Lisog ist momentan in Arbeit.